# Nakanoshima

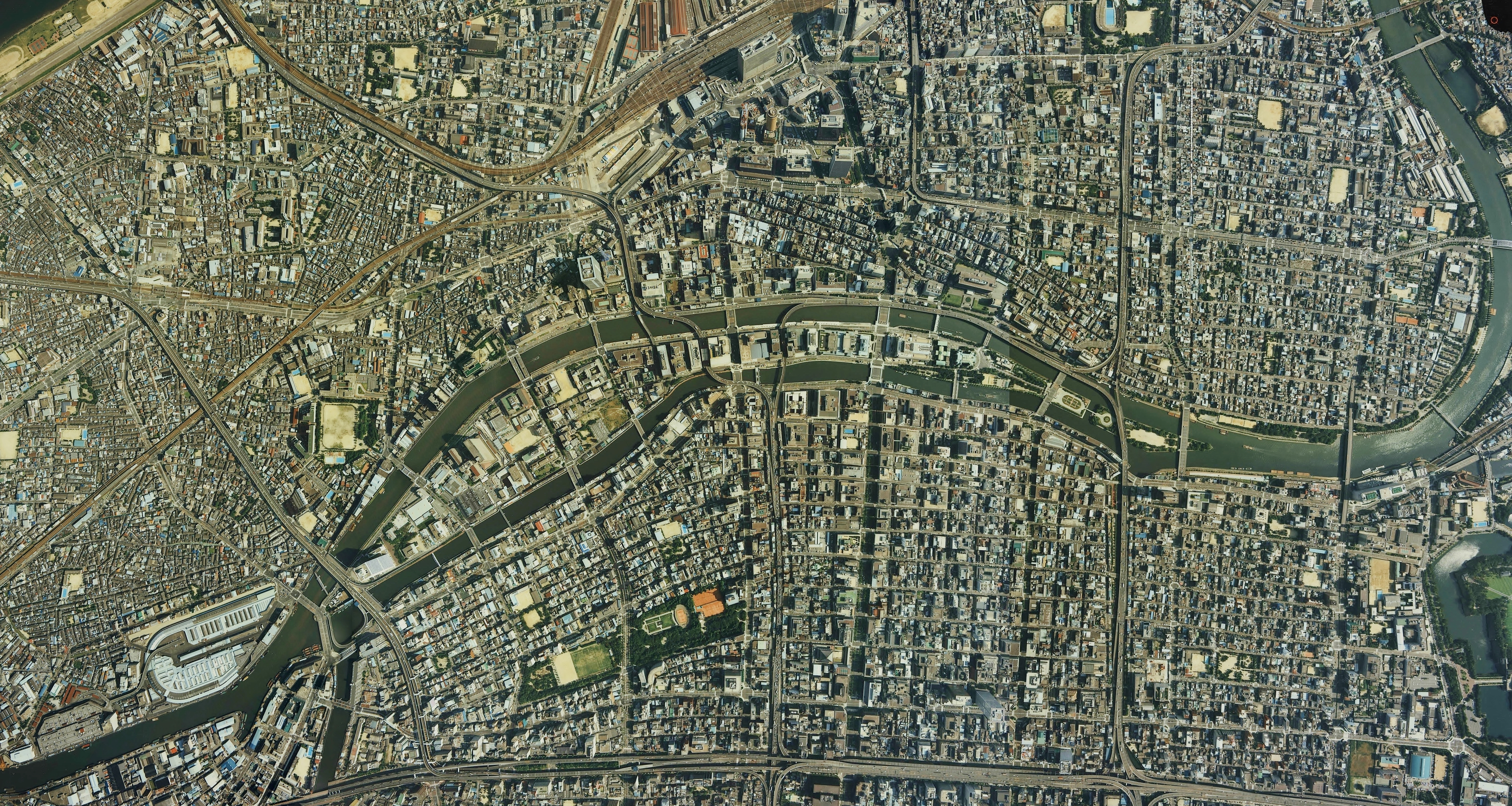
Immagine da satellite

Nakanoshima (中之島?) è una stretta isola fluviale di circa 50 ettari lunga circa 3 km situata nel centro di Osaka, in Giappone. Formata da una biforcazione del fiume Kyū-Yodo, sull'isola si trovano molti dei più importanti palazzi dell'amministrazione, dell'economia e della cultura cittadina, in particolare vi ha sede il palazzo municipale.

## Geografia

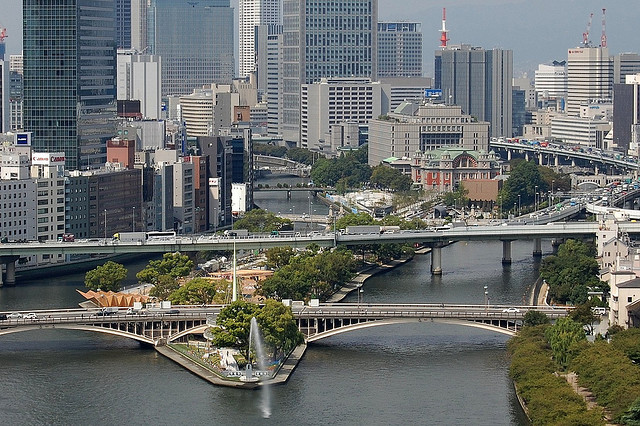
Il punto in cui il Kyū-Yodo si dirama

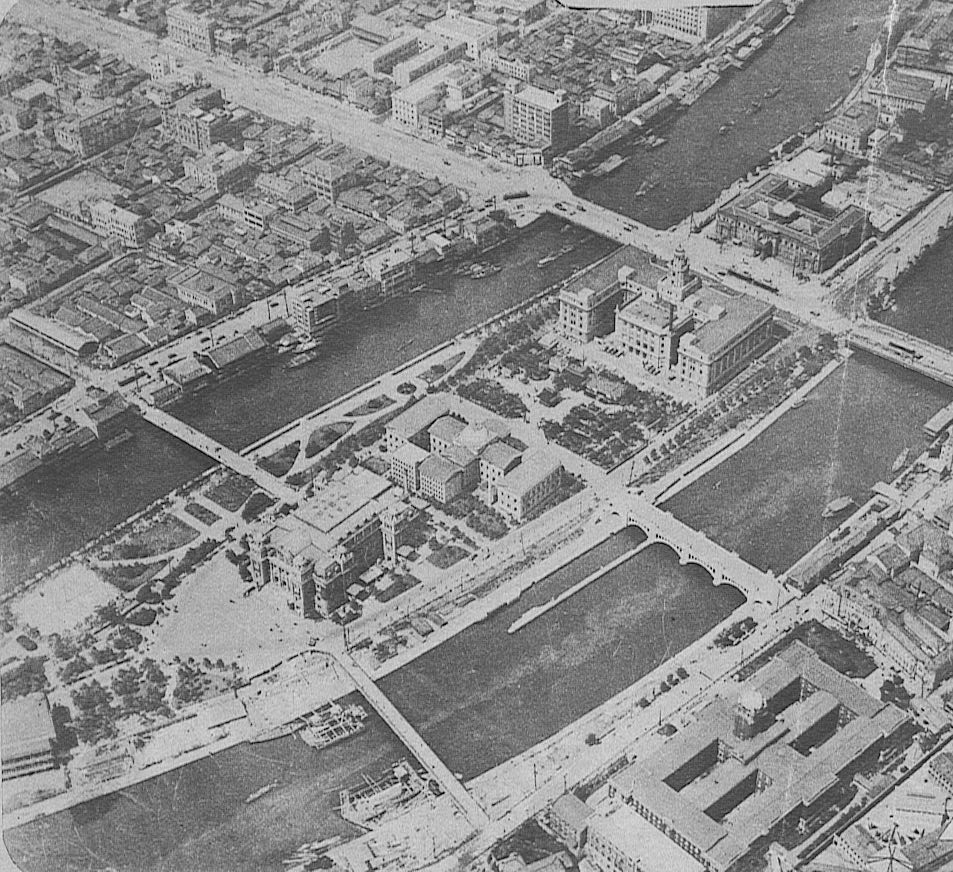
Nakanoshima negli anni trenta

Le acque del Kyū-Yodo (letteralmente antico Yodo) scorrono nell'alveo originale del fiume Yodo, le cui acque furono però fatte confluire per la maggior parte in un canale artificiale costruito agli inizi del Novecento che scorre alla periferia nord di Osaka ed ha preso il nome del fiume. Il tratto di fiume che ha continuato ad attraversare il centro cittadino fu quindi rinominato Kyū-Yodo e l'isola si trova a pochi chilometri dalla sua foce. I bracci che formano Nakanoshima scorrono da est a ovest e prendono il nome Dōjimagawa (堂島川?) quello a nord e Tosabori-gawa (土佐堀川?) quello a sud. Il tratto tra l'isola ed il mare si chiama Ajigawa (安治川?). Nakanoshima è l'area più a sud del quartiere Kita-ku, e confina a sud con il quartiere Chūō-ku.

## Storia
Durante il periodo Edo (1603-1868), diversi kurayashiki (grandi edifici che comprendevano magazzini, uffici per le vendite e residenze dei lavoranti) di proprietà del daimyō locale erano concentrati a Nakanoshima. Venivano utilizzati per il commercio del riso e altri prodotti. Fu questo il motivo per cui Osaka fu soprannominata la "cucina del Paese". Nel periodo Meiji (1868-1912) furono costruiti sull'isola importanti edifici, tra i quali la biblioteca di Nakanoshima e il salone pubblico centrale dei congressi, che diedero slancio al moderno sviluppo di commerci e cultura ad Osaka.

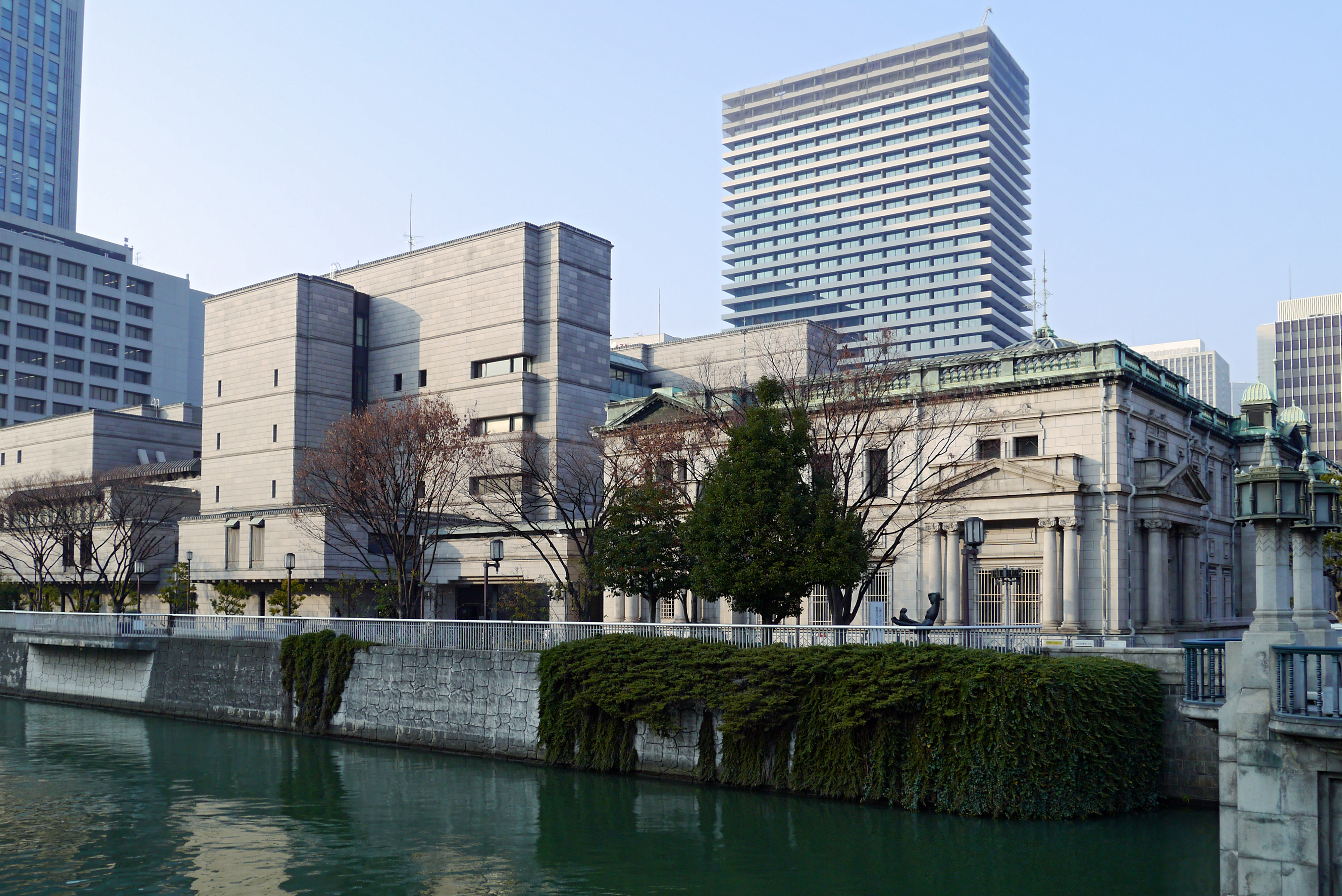
Edificio che ospita la succursale di Osaka della Banca del Giappone, costruito ad inizio Novecento

## Luoghi di interesse
- Municipio di Osaka

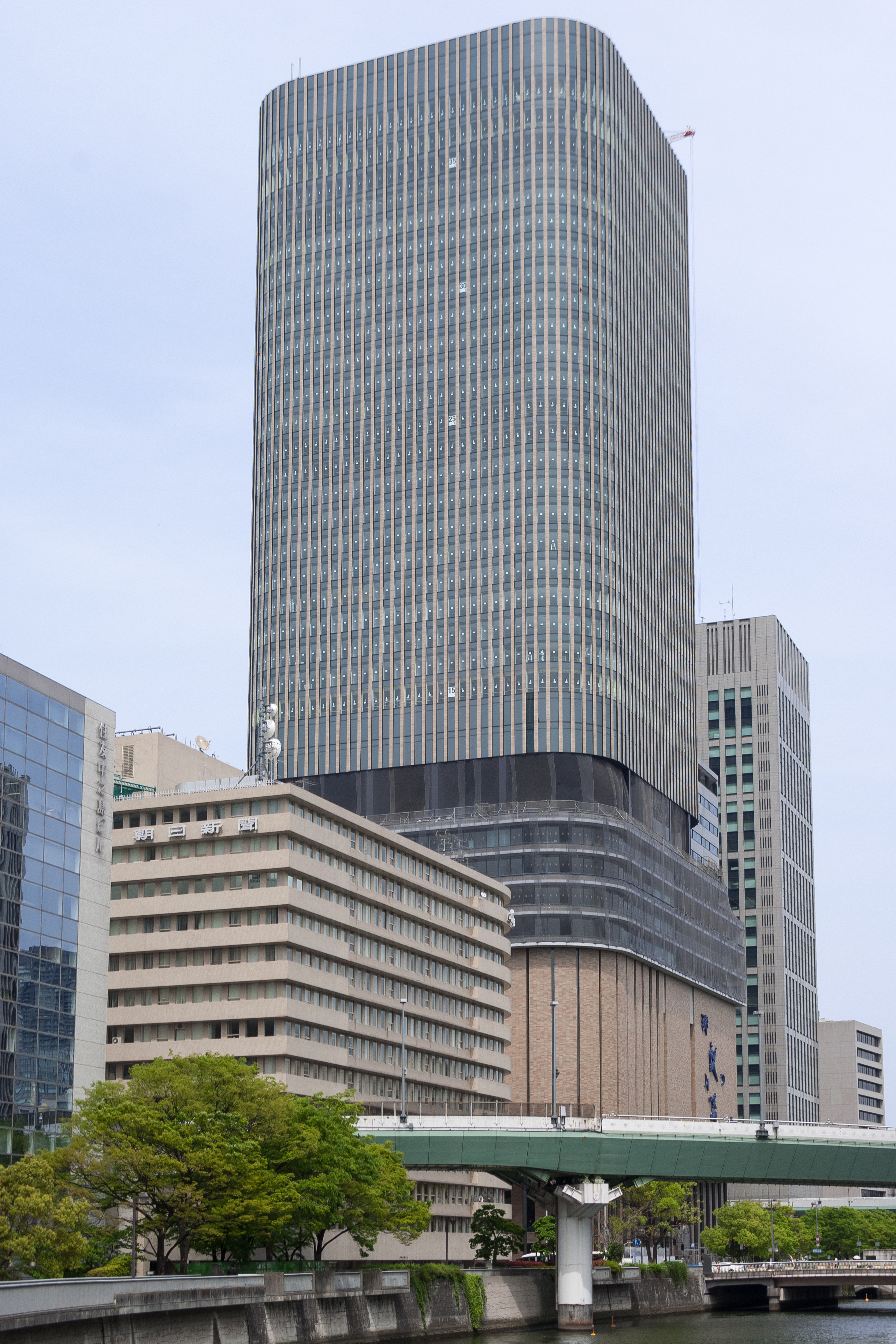
Nakanoshima Festival Tower

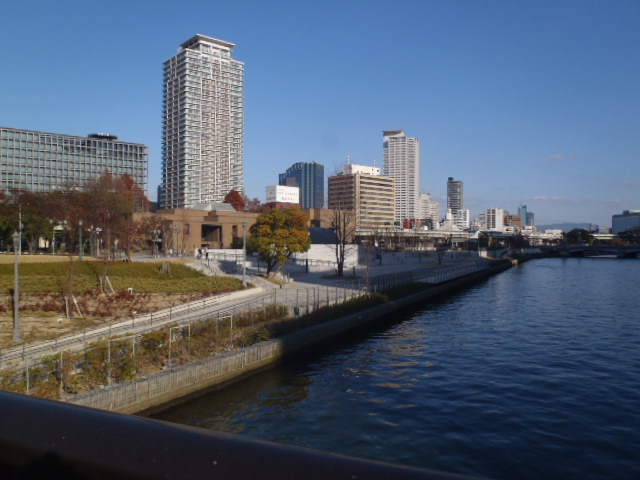
Scorcio del parco

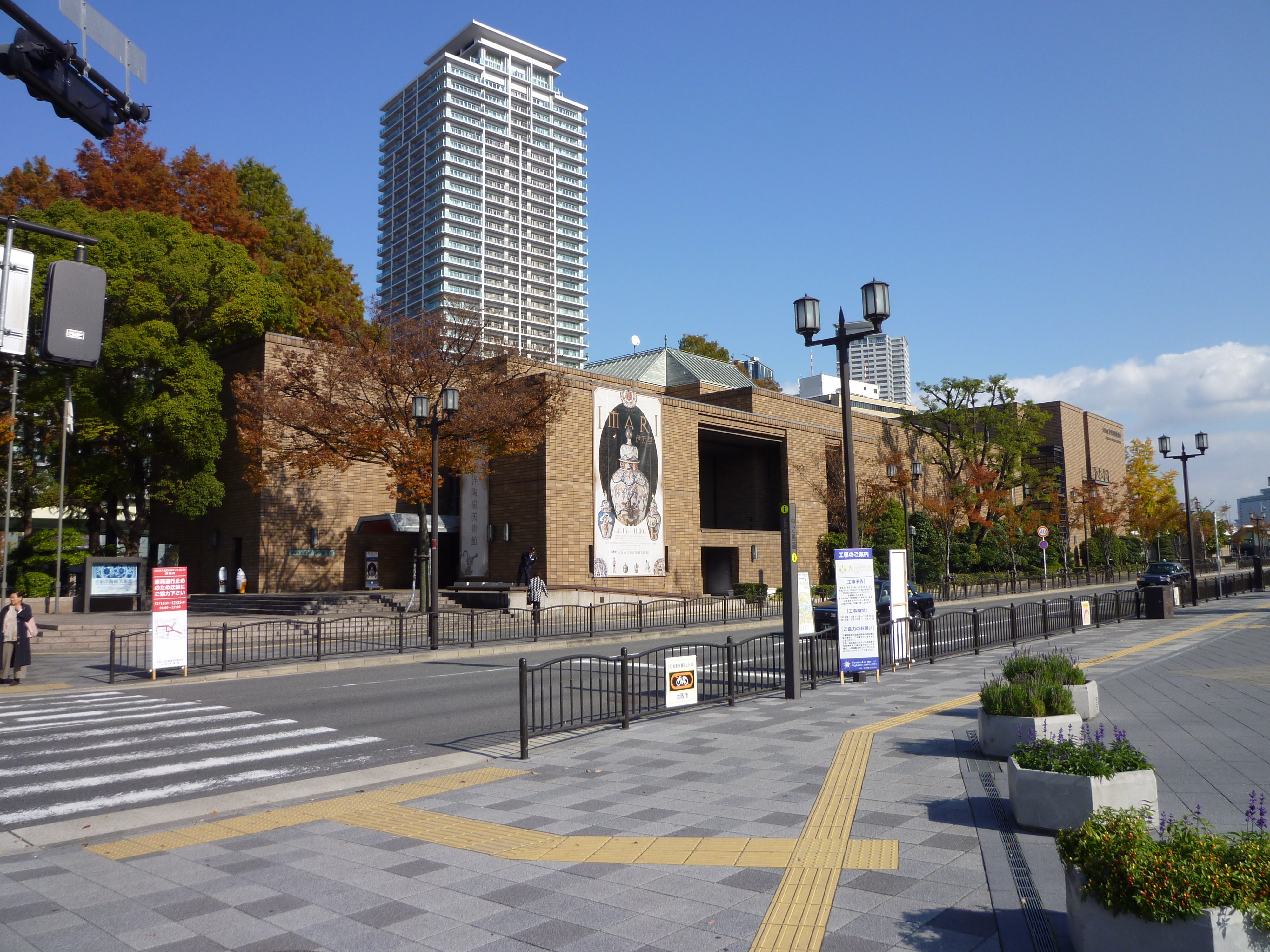
Museo delle ceramiche orientali

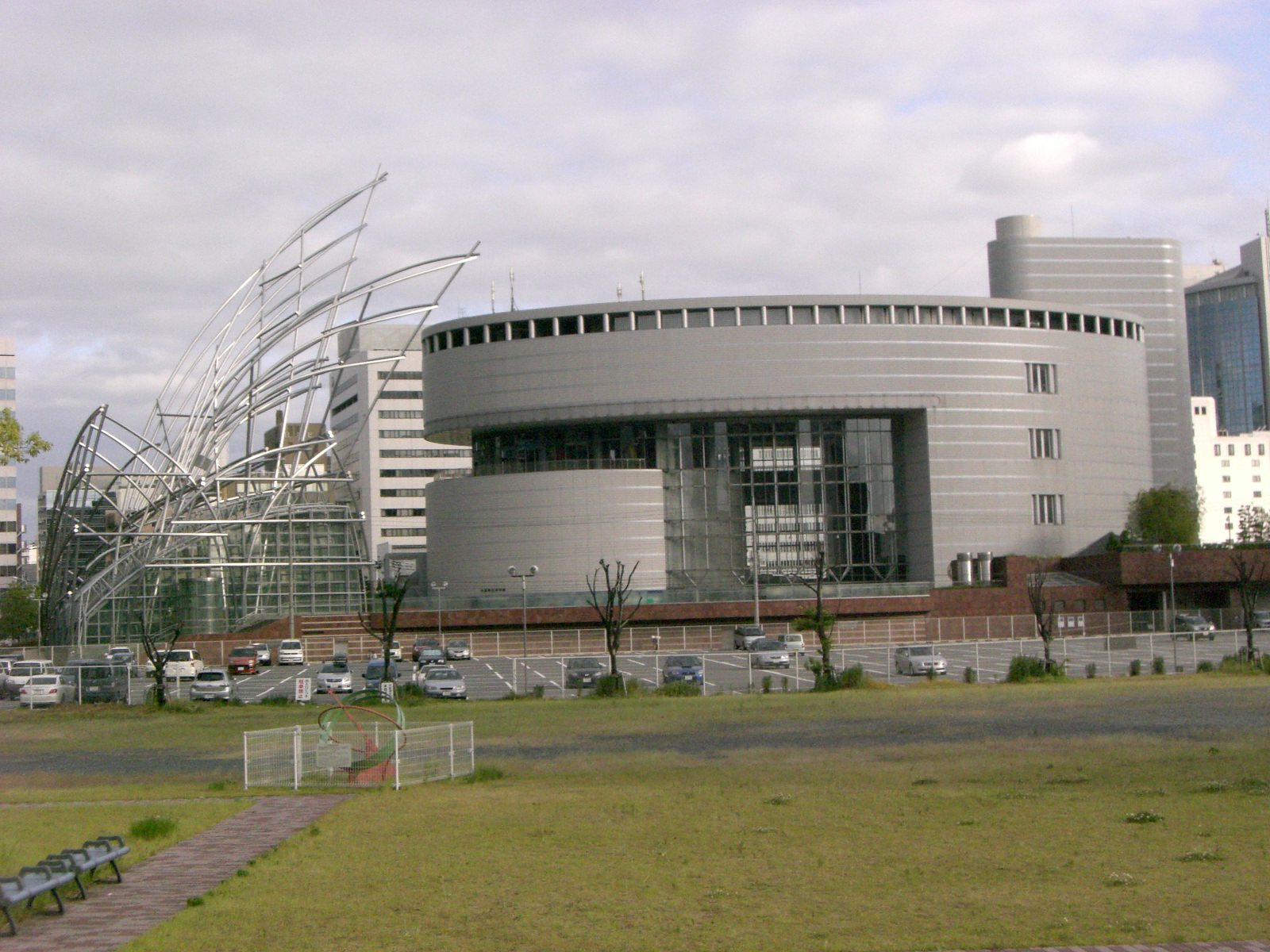
Museo municipale della Scienza. Nelle vicinanze, al piano interrato si trova il Museo nazionale d'arte

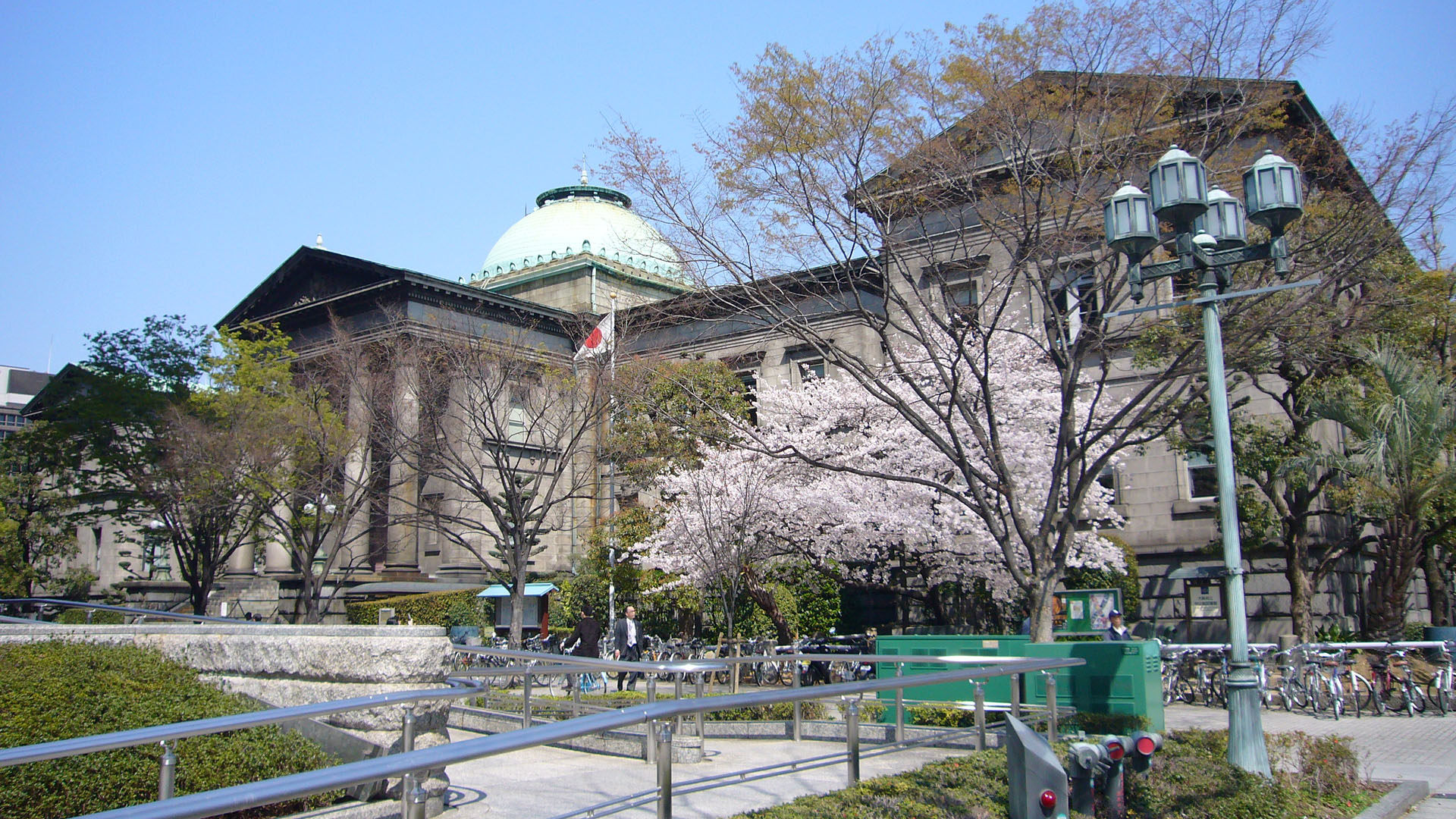
Biblioteca di Nakanoshima

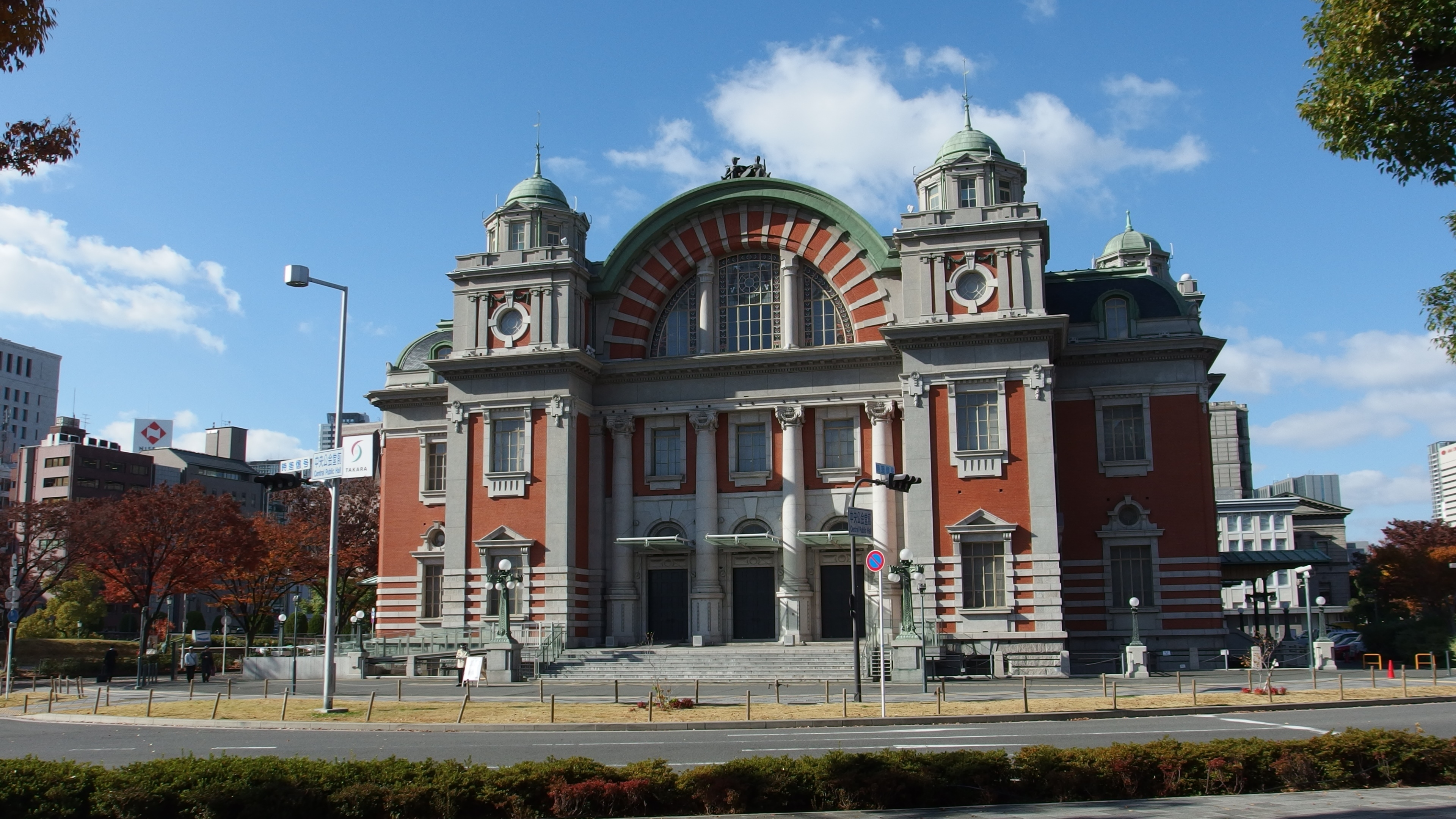
Salone centrale dei congressi

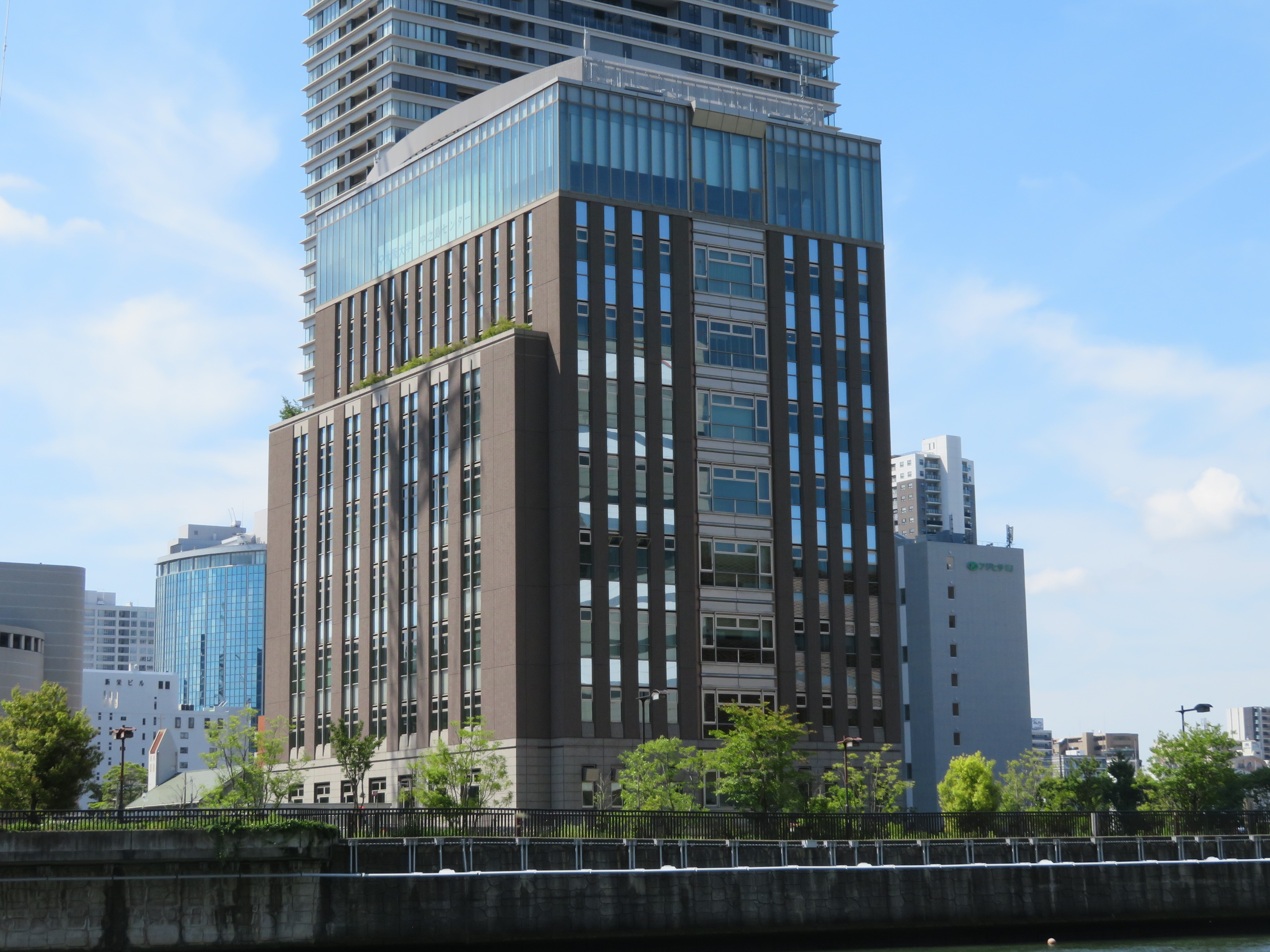
Centro Nakanoshima dell'Università di Osaka

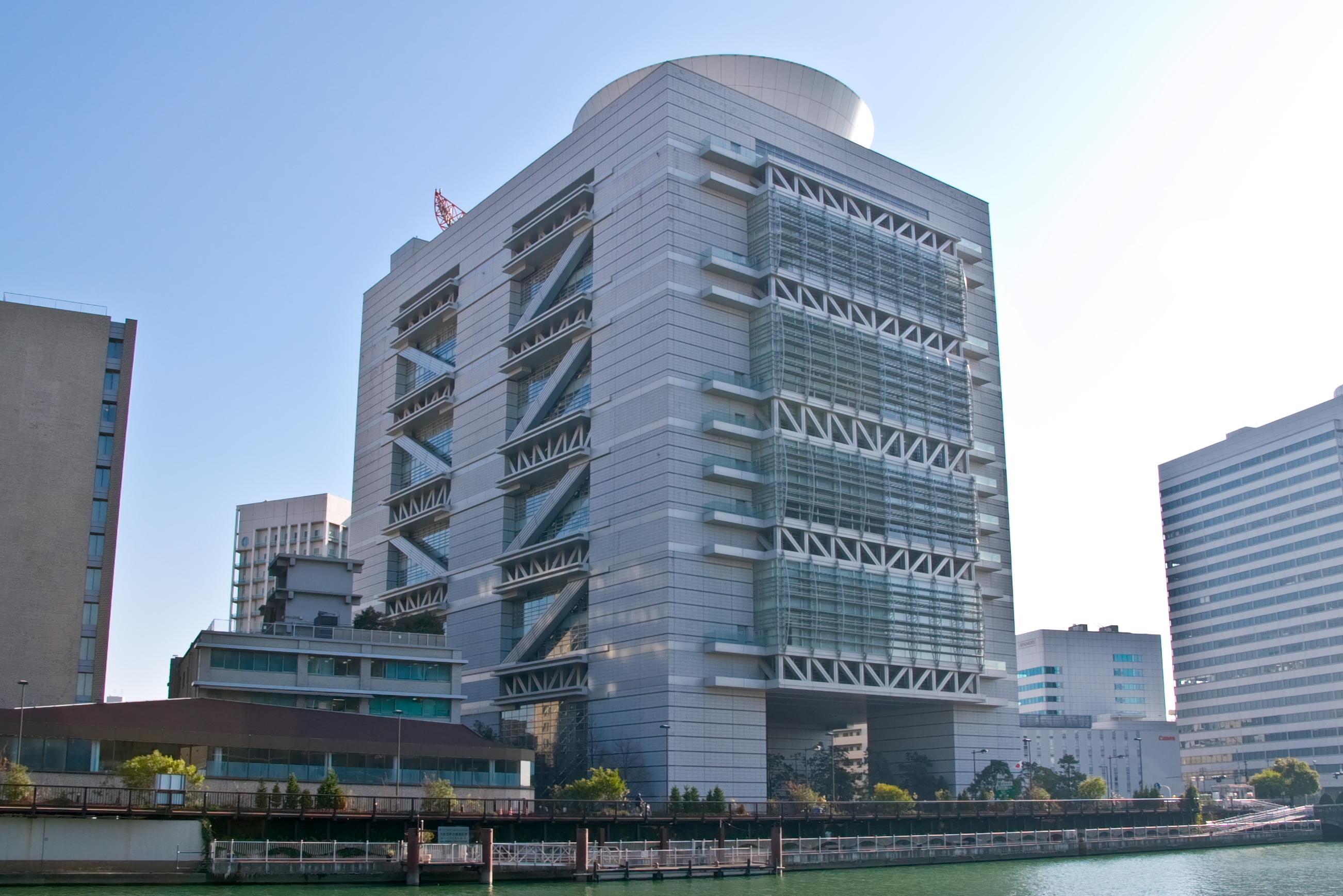
Centro congressi internazionale

- Succursale di Osaka della Banca del Giappone
- Nakanoshima Festival Tower, grattacielo inaugurato ufficialmente nel 2013, che ospita la nuova sala per concerti principale di Osaka (2 700 posti a sedere),[3] e numerosi uffici tra cui il quartier generale di Asahi Shimbun e il Consolato generale italiano di Osaka
- Parco di Nakanoshima (中之島公園?, Nakanoshima kōen), fondato nel 1891, fu il primo parco costruito ad Osaka ed occupa buona parte dell'isola. Oasi di verde circondata da grattacieli, ha tra le sue attrattive principali un giardino di rose con specie provenienti da tutto il mondo.[1] Nell'isola e nei dintorni vi sono molti ciliegi giapponesi che richiamano molta gente durante la fioritura (sakura) nella tradizionale usanza dell'hanami. In tale occasione vengono predisposte nella zona numerose bancarelle che vendono cibo da strada.
- Museo delle ceramiche orientali, con oltre 4 000 porcellane provenienti soprattutto da Cina, Corea e Giappone[1]
- Museo municipale della Scienza, il primo inaugurato in Giappone, al cui interno si trova un planetario, a sua volta il primo del Giappone, con uno dei più grandi schermi di proiezione al mondo[1]
- Biblioteca prefetturale di Nakanoshima,[1] costruita nel 1904[4]
- Museo nazionale d'arte[5]
- Salone centrale dei congressi[1]
- Centro Nakanoshima dell'Università di Osaka, sorto nel 2004 in sostituzione del locale campus dell'ateneo[2]
- Centro congressi internazionale di Osaka,[2] inaugurato nel 2000
- Il grattacielo quartier generale della Compagnia di energia elettrica del Kansai, per lungo tempo la maggior fornitrice di energia elettrica nel Kansai

## Trasporti
Di seguito le stazioni ferroviarie o della metropolitana che si trovano sull'isola o nelle immediate vicinanze.
- Ferrovie Keihan
  - Linea principale: stazione di Yodoyabashi, stazione di Kitahama
  - Linea Keihan Nakanoshima: stazione di Naniwabashi, stazione di Ōebashi, stazione di Watanabebashi, stazione di Nakanoshima
- Metropolitana di Osaka
  - Linea Midōsuji: stazione di Yodoyabashi
  - Linea Yotsubashi: stazione di Higobashi
- Ferrovie Hanshin
  - Linea principale: stazione di Fukushima
- JR West
  - Linea Tōzai: stazione di Shin-Fukushima